# Kihniö
Kihniö est une municipalité de l'ouest de la Finlande. Elle se situe dans la province de Finlande occidentale et la région du Pirkanmaa.

## Géographie
Située au cœur de l'immense forêt finlandaise, traversée par le système de moraines de Suomenselkä, la commune est très peu peuplée en dehors de son modeste centre administratif. L'économie repose sur l'exploitation de la forêt et de petites industries liées.
Le village est plutôt isolé, la ville significative la plus proche, Seinäjoki, est à 80 km. La capitale régionale Tampere est à 115 km, la capitale provinciale Turku à 230 et Helsinki est à 280 km. La nationale 23 met le village à 145 km de Jyväskylä.
Les communes voisines sont Virrat à l'est, Kuru au sud-est, Parkano au sud-ouest, Jalasjärvi au nord-ouest et Seinäjoki au nord (les deux dernières en Ostrobotnie du Sud).

## Démographie
Depuis 1980, l'évolution démographique de Kihniö est la suivante, :
| Année      | 1980  | 1985  | 1990  | 1995  | 2000  | 2005  | 2010  | 2015  |
| ---------- | ----- | ----- | ----- | ----- | ----- | ----- | ----- | ----- |
| population | 2 921 | 2 876 | 2 761 | 2 626 | 2 433 | 2 353 | 2 226 | 2 067 |

## Jumelage
| Ville | Ville              | Pays | Pays    | Période     |
| ----- | ------------------ | ---- | ------- | ----------- |
|       | Commune de Pajusi, |      | Estonie | depuis 1997 |